# Couthures-sur-Garonne
Couthures-sur-Garonne is een gemeente in het Franse departement Lot-et-Garonne (regio Nouvelle-Aquitaine) en telt 406 inwoners (2005). De plaats maakt deel uit van het arrondissement Marmande.

## Geografie
De oppervlakte van Couthures-sur-Garonne bedraagt 7,0 km², de bevolkingsdichtheid is 58,0 inwoners per km².
De onderstaande kaart toont de ligging van Couthures-sur-Garonne met de belangrijkste infrastructuur en aangrenzende gemeenten.

## Demografie
Onderstaande figuur toont het verloop van het inwonertal (bron: INSEE-tellingen).